# Iowa Stars
Iowa Stars – amerykański klub hokejowy z siedzibą w Des Moines.
Funkcjonował w latach 2005-2009. Drużyna występowała w American Hockey League. Jego poprzednikiem był Louisville Panthers (1999–2001), a następcami Iowa Chops (2008–2009) i Texas Stars (od 2009).
Jako klub farmerski podlegał zespoło, Dallas Stars (2005-2008) i Anaheim Ducks (2008-2009) oraz miał własną afiliację w ECHL - Idaho Steelheads.
- Rok założenia: 2005
- Rok rozwiązania: 2009
- Barwy: zielono-złote
- Trener: Dave Allison
- Manager: Scott White
- Hala: Wells Fargo Arena